# Playas de Pachón y El Sabín
Las playas de Pachón y El Sabín se encuentran en el concejo asturiano de Gozón, comunidad autónoma del Principado de Asturias, España, y pertenecen a la localidad de Ferrero y tienen una peligrosidad alta por la fuerza del oleaje contra las rocas a pesar de estar algo protegidas por los acantilados que siguen hasta el Cabo de Peñas. Para acceder a ellas, si se circula por la AS 328 hacia el Cabo de Peñas, se llega a un desdoblamiento al lado de la ría de Avilés donde hay que coger una desviación hacia el Cabo de Peñas, a la derecha. Para acceder a la primera playa hay que fijarse en que la salida está detrás de un telefónico; para llegar a la segunda hay que recorrer 200 m más hacia el este, en las cercanías del enorme cabo.
Hay posibilidades de bajar a pie pero no es recomendable. Al «islote Sabin» se puede llegar a pie desde tierra en las horas de bajamar y en esta operación las precauciones deben ser redobladas. Por esta zona están las sendas costeras «PR-AS 25» y «PR-AS 25.1». En las cercanías hay un yacimiento geológico paleontológico (rocas del ordovícico).